# نستورتیوم فلوریدانوم
نستورتیوم فلوریدانوم (نام علمی: Nasturtium floridanum) نام یک گونه از تیره شب‌بویان است.